# Urano (astronomia)
Urano è il settimo pianeta del sistema solare in ordine di distanza dal Sole, il terzo per diametro e il quarto per massa. Il suo simbolo astronomico Unicode è U+26E2 (; occasionalmente ♅, stilizzazione della lettera H iniziale di William Herschel). Porta il nome del dio greco del cielo Urano (in greco antico: Οὐρανός?), padre di Crono (Saturno) e nonno di Zeus (Giove).
Sebbene sia visibile anche a occhio nudo, come gli altri cinque pianeti noti fin dall'antichità, fino al XVIII secolo non fu riconosciuto come tale e considerato una stella a causa della sua bassa luminosità e della sua orbita particolarmente lenta e venne identificato come qualcosa di diverso da una stella soltanto il 13 marzo 1781 da William Herschel. Una curiosità riguardo alla sua scoperta è che essa giunse del tutto inaspettata: i pianeti visibili a occhio nudo (fino a Saturno) erano conosciuti da millenni e nessuno sospettava l'esistenza di altri pianeti, fino alla scoperta di Herschel, che notò che una particolare stella poco luminosa sembrava spostarsi. Da quel momento in poi nessuno fu più sicuro del reale numero di pianeti del nostro sistema solare.
La composizione chimica di Urano è simile a quella di Nettuno ma differente rispetto a quella dei giganti gassosi più grandi (Giove e Saturno). Per questa ragione gli astronomi talvolta preferiscono riferirsi a Urano e Nettuno trattandoli come una classe separata, i "giganti ghiacciati". L'atmosfera del pianeta, sebbene sia simile a quella di Giove e Saturno per la presenza abbondante di idrogeno ed elio, contiene una proporzione elevata di "ghiacci", come l'acqua, l'ammoniaca e il metano, assieme a tracce di idrocarburi. Quella di Urano è anche l'atmosfera più fredda del sistema solare, con una temperatura minima che può scendere fino a 49 K (−224,2 °C). Possiede una complessa struttura di nubi ben stratificata, in cui si pensa che l'acqua si trovi negli strati inferiori e il metano in quelli più in quota. L'interno del pianeta al contrario sarebbe composto principalmente di ghiacci e rocce.
Una delle caratteristiche più insolite del pianeta è l'orientamento del suo asse di rotazione. Tutti gli altri pianeti hanno il proprio asse quasi perpendicolare al piano dell'orbita, mentre quello di Urano è quasi parallelo. Ruota quindi esponendo al Sole uno dei suoi poli per metà del periodo di rivoluzione, con conseguente estremizzazione delle fasi stagionali. Inoltre, poiché l'asse è inclinato di 98°, la rotazione è tecnicamente retrograda: Urano ruota nel verso opposto rispetto a quello di tutti gli altri pianeti del sistema solare (eccetto Venere) anche se, vista l'eccezionalità dell'inclinazione, la rotazione retrograda è solo una nota minore. Il periodo della sua rivoluzione attorno al Sole è di circa 84 anni terrestri. L'orbita di Urano si discosta molto poco dall'eclittica (ha una inclinazione di 0,7°).
Come gli altri pianeti giganti, Urano possiede un sistema di anelli planetari, una magnetosfera e numerosi satelliti; visti dalla Terra, a causa dell'inclinazione del pianeta, i suoi anelli possono talvolta apparire come un sistema concentrico che circonda il pianeta, oppure, come nel 2007 e 2008, apparire di taglio. Nel 1986 la sonda Voyager 2 mostrò Urano come un pianeta senza alcun segno distintivo sulla sua superficie, senza le bande e tempeste tipiche degli altri giganti gassosi. Tuttavia, osservazioni successive condotte dalla Terra hanno mostrato delle evidenze di cambiamenti legati alle stagioni e un aumento dell'attività climatica quando il pianeta si è avvicinato all'equinozio.

## Osservazione

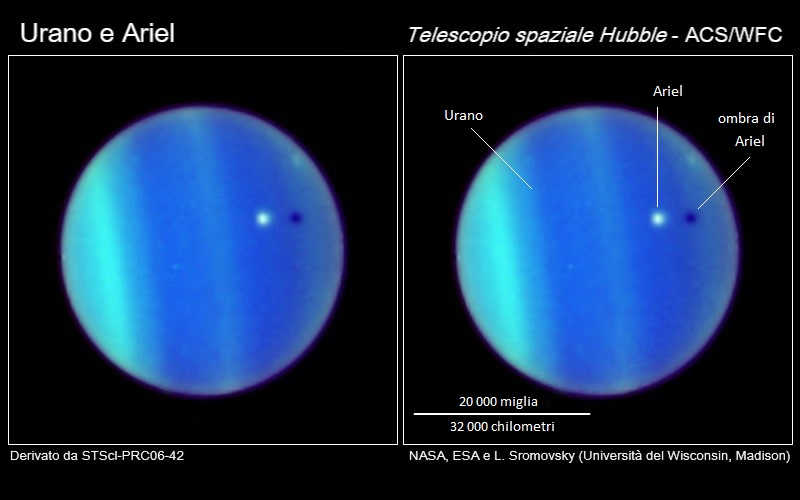
Transito di Ariel sul disco del pianeta, nel 2007. Immagine ripresa dal telescopio spaziale Hubble

Il pianeta manifesta fluttuazioni nella luminosità, ben documentate, determinate sia da cambiamenti fisici dell'atmosfera, sia da fattori geometrici e prospettici. La luminosità di Urano è influenzata dalla sua distanza dal Sole, dalla distanza dalla Terra e dalla particolare vista che offre al nostro pianeta: Urano appare leggermente più grande e più luminoso quando mostra le regioni polari alla Terra. Inoltre è stata individuata una correlazione tra l'attività solare e la luminosità del pianeta: durante i periodi di intensa attività solare, le fluttuazioni nella luminosità del pianeta sono più pronunciate.
Tra il 1995 e il 2006 la magnitudine apparente di Urano è variata fluttuando tra +5,5 e +6,0, ponendolo giusto al di sopra del limite della visibilità a occhio nudo, intorno +6,5. All'opposizione, è visibile come una debole stella quando il cielo è scuro e può essere osservato anche in ambiente urbano usando un binocolo; il binocolo è più appropriato rispetto al telescopio per l'osservazione amatoriale, in quanto permette più facilmente di riconoscere la disposizione delle stelle vicine per la localizzazione del pianeta. Dalla Terra ha un diametro angolare compreso tra 3,4 e i 3,7 secondi d'arco. Con un telescopio a 100 ingrandimenti si riesce a intravedere la forma di un disco, fino ad arrivare a 500× dove raggiunge le dimensioni angolari della Luna. Anche usando grossi telescopi non è possibile scorgere alcun dettaglio del suo disco. A ogni modo osservazioni all'infrarosso della sua atmosfera mediante l'utilizzo di ottiche adattive e del telescopio spaziale Hubble hanno riportato dati interessanti nei vari anni dopo il passaggio della sonda Voyager 2.
L'osservazione dei satelliti del pianeta è difficoltosa. Oberon e Titania possono essere individuati con un telescopio da 8", in un cielo particolarmente buio. Aperture di 12-14" e 16" dovrebbero permettere l'individuazione di Ariel e Umbriel rispettivamente. Miranda può essere osservata solo con grandi telescopi.

## Storia delle osservazioni

### Scoperta e scelta del nome
Urano è il primo pianeta scoperto in tempi moderni; era già stato osservato in molte occasioni precedentemente, ma fu sempre scambiato per una stella. La prima osservazione documentata è quella del 1690 di John Flamsteed, che lo catalogò come stella 34 della costellazione del Toro. Flamsteed osservò Urano altre due volte, nel 1712 e nel 1715. James Bradley lo osservò nel 1748, 1750 e 1753, Tobias Mayer nel 1756. Pierre Charles Le Monnier lo osservò quattro volte nel 1750, due nel 1768, sei nel 1769 e un'ultima volta nel 1771. Quest'ultimo, se avesse elaborato puntigliosamente le sue osservazioni, avrebbe potuto riconoscere il moto proprio dell'oggetto, ma fu vittima del suo stesso disordine: una delle sue osservazioni fu trovata segnata su una carta da pacchi usata per conservare la cipria per capelli. Questi astronomi non sospettavano l'esistenza di altri pianeti oltre Saturno, semplicemente perché nessuno l'aveva mai presa in considerazione.

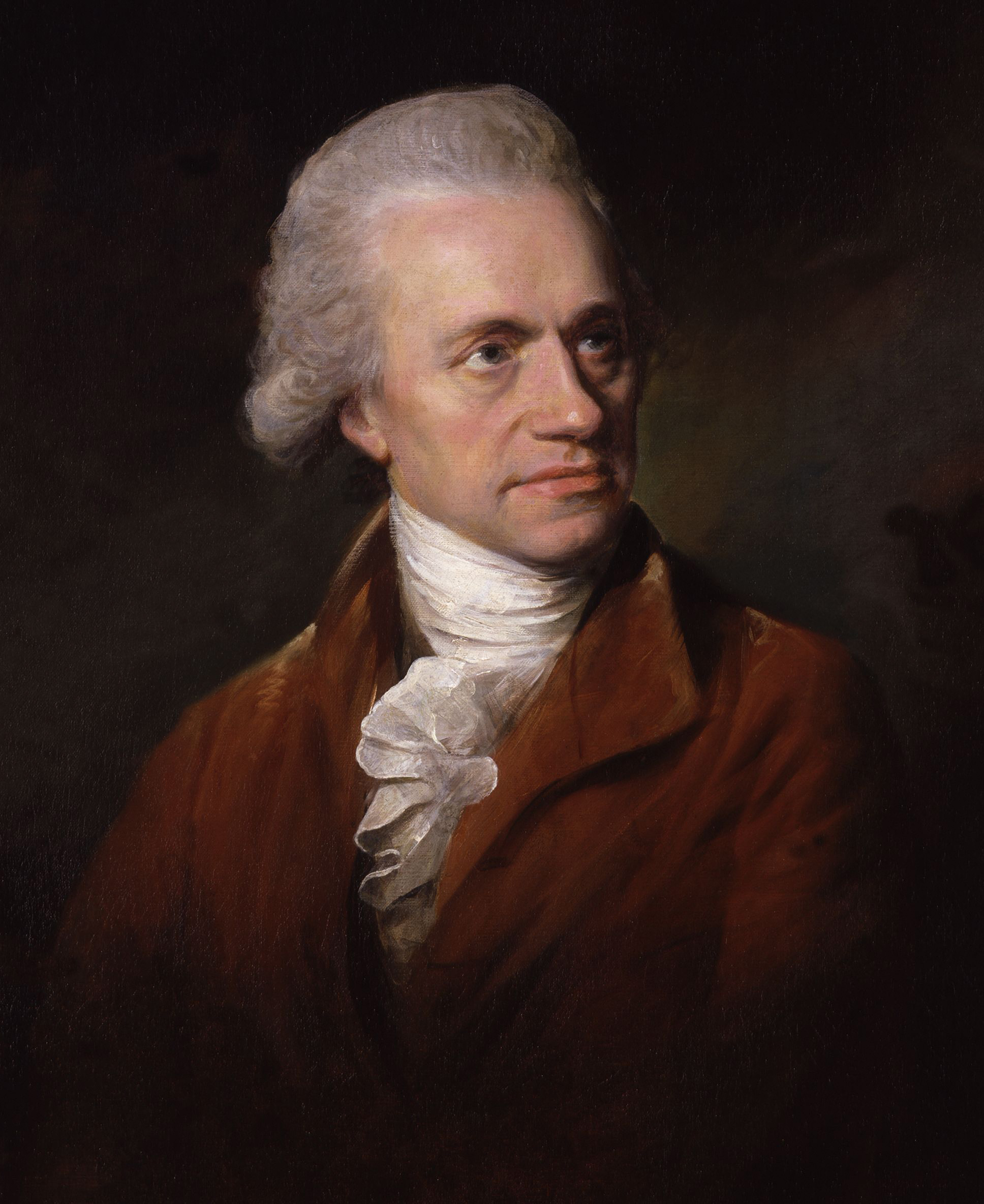
William Herschel

Urano fu scoperto per caso da Sir William Herschel il 13 marzo 1781, quando notò che un'anonima stellina sembrava spostarsi nel cielo. Herschel, tuttavia, inizialmente non riconobbe nell'oggetto che aveva osservato un pianeta: rese pubblica la notizia soltanto il 26 aprile 1781, registrandolo come cometa.
Herschel in origine gli diede il nome di Georgium Sidus (stella di Giorgio) in onore del re di Gran Bretagna Giorgio III. Nel 1783, quando fu provato che si trattava di un pianeta, Herschel lo ribattezzò Georgian Planet (pianeta di Giorgio). Il nome però non fu accettato fuori della Gran Bretagna. Jérôme Lalande propose, nel 1784, di chiamarlo Herschel e creò anche il simbolo del pianeta (un globo sormontato dall'iniziale H); la sua proposta fu prontamente accettata dagli astronomi francesi. Erik Prosperin, di Uppsala, propose i nomi di Astrea, Cibele e Nettuno (ora detenuti da due asteroidi e un pianeta, rispettivamente: 5 Astraea, 65 Cybele e Nettuno). Anders Johan Lexell, di San Pietroburgo, propose come compromesso il nome Nettuno di Giorgio III e Nettuno di Gran Bretagna. Daniel Bernoulli, da Berlino, suggerì Hypercronius e Transaturnis. Georg Christoph Lichtenberg, da Gottinga, sostenne Astrea, la dea menzionata da Ovidio (Metamorfosi I:150) che per ultima lasciò la Terra (tradizionalmente associata alla Vergine). Fu proposto anche il nome di Minerva.
Infine, Johann Elert Bode, come editore del Berliner Astronomisches Jahrbuch, optò per Urano. Maximilian Hell usò tale nome nella prima effemeride pubblicata a Vienna. Esaminando le pubblicazioni del Monthly Notices of the Royal Astronomical Society dal 1827 si nota che il nome Urano era già il più comunemente usato dagli astronomi britannici. Il nome assegnato dallo scopritore fu usato in modo saltuario e solo da alcuni britannici. L'ultimo a recepire il nome Urano è stato lo HM Nautical Almanac Office nel 1850.
Dopo il riconoscimento di Urano come pianeta, divenne possibile ipotizzare l'esistenza di altri pianeti del sistema solare che prima non erano mai stati cercati. In particolare, questa scoperta sembrò un'ulteriore conferma della legge di Titius-Bode, una formula empirica per determinare i semiassi maggiori delle orbite dei pianeti attorno al Sole, e spinse casualmente venti anni dopo gli astronomi a cercare e trovare un nuovo corpo celeste tra le orbite di Giove e Marte: Cerere.

### XX e XXI secolo
Le osservazioni di Urano con telescopi da Terra e in orbita sono rese difficoltose dalla lontananza del pianeta dalla Terra; esse non permettono di rivelare molti dettagli, come avviene invece per i pianeti più vicini. Dopo la scoperta iniziale, sono state dunque poche le osservazioni che hanno portato a scoperte significative.
Nel 1948 Kuiper scoprì Miranda, la più piccola e l'ultima delle cinque grandi lune sferiche di Urano, utilizzando un telescopio ottico di due metri. Nel 1977 Elliot e Mink scoprirono un sistema di anelli tramite un osservatorio volante. Dal 2003, le osservazioni dal telescopio spaziale Hubble permisero di individuare elementi aggiuntivi, come maggiori dettagli sugli anelli, nuove piccole lune ed elementi dell'atmosfera. L'osservazione all'infrarosso dai telescopi Keck nel 2014 permisero di individuare grosse tempeste di lunga durata nell'atmosfera.

### Missioni spaziali

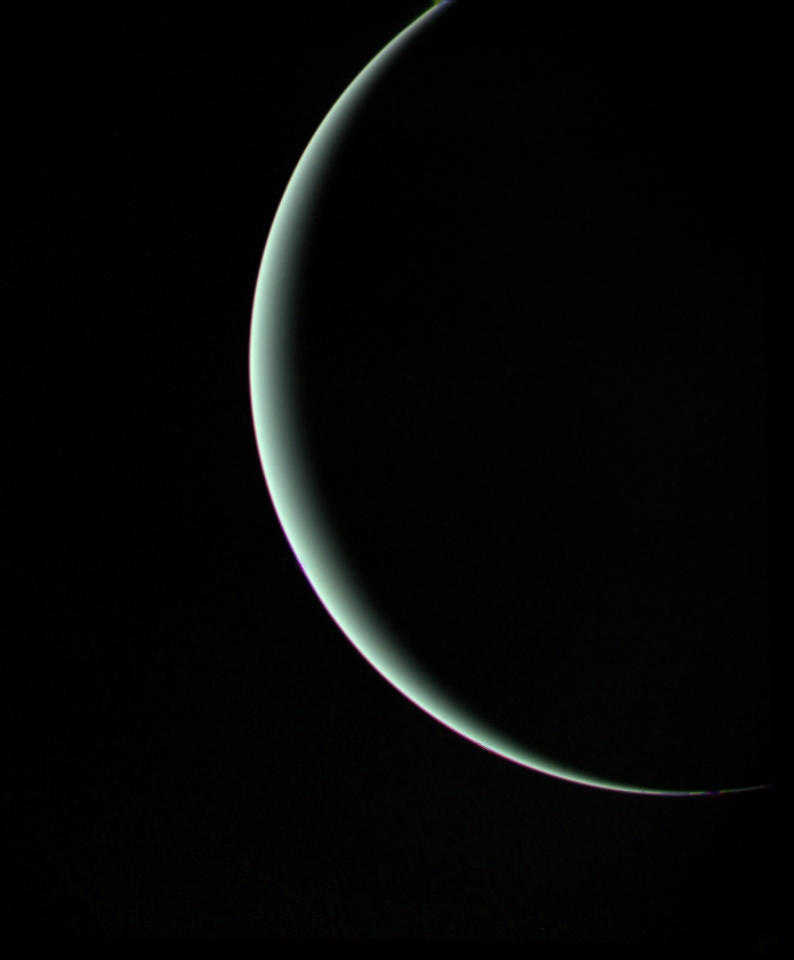
Ultima immagine di Urano ripresa dalla Voyager 2 quando ha oltrepassato il pianeta per proseguire verso Nettuno

L'esplorazione di Urano è avvenuta soltanto per mezzo della sonda Voyager 2 e non sono programmate al momento ulteriori missioni esplorative in loco. Per ovviare alla mancanza di informazioni dirette, le variazioni nell'atmosfera del pianeta sono studiate attraverso campagne di osservazione telescopica, in particolare utilizzando la Camera planetaria a grande campo a bordo del telescopio spaziale Hubble.
L'esplorazione di Urano, come anche quella di Nettuno, è resa difficoltosa dalle grandi distanze che separano il pianeta dalla Terra e dal Sole. Ogni missione deve essere dotata di un sistema di alimentazione in grado di fornire energia alla sonda senza la possibilità di conversione dell'energia solare attraverso l'uso di pannelli fotovoltaici. Attualmente, l'unica fonte praticabile di energia è un generatore termoelettrico a radioisotopi.
Dopo la missione Voyager, le principali agenzie spaziali hanno limitato per decenni l'esplorazione del sistema solare esterno all'esplorazione dei sistemi di Giove e di Saturno, mentre lo studio di Urano e di Nettuno non è stato ritenuto prioritario. Ci sono state proposte per missioni verso Urano che non hanno ottenuto approvazione, come la missione europea MUSE, quella statunitense OCEANUS, una missione europea con due sonde gemelle per Urano e Nettuno, ODINUS, per il 2034, e una in collaborazione NASA-ESA per il 2037, Uranus Pathfinder.
L'interesse verso Urano è iniziato a maturare nel 2013, quando il NASEM al Planetary Science Decadal Survey ha inserito una missione come terza priorità, balzando poi al primo posto nel Survey del 2022. La missione in fase di studio è Uranus Orbiter and Probe e il profilo analizzato vede la partenza nel 2031 con un viaggio di 14 anni; la missione prevede un orbiter con una sonda atmosferica che si stacca e precipita su Urano per analizzare i vari strati di essa.

#### Il sorvolo della Voyager 2
La sonda Voyager 2 raggiunse il massimo avvicinamento al pianeta il 24 gennaio 1986, a una distanza di circa 81500 km. Le osservazioni durarono solo sei ore, ma hanno permesso agli astronomi di imparare su Urano molto più di quanto avessero appreso in più di 200 anni di osservazioni dalla Terra.
Le prime analisi condotte sui dati furono tuttavia un'enorme delusione: non veniva riscontrata la presenza di fasce parallele né di nubi, al contrario di quanto era stato osservato dalla Terra. L'atmosfera di un colore azzurro-verde era uniforme e completamente priva di dettagli. Fu solo grazie a un trattamento delle immagini che apparvero sia le nubi sia le altre formazioni.
La sonda scoprì nuove lune, inviò a Terra le prime immagini degli anelli e scoprì inoltre attività geologica sulle lune maggiori: depositi scuri in fondo a crateri ghiacciati indicavano la presenza di acqua sporca dovuta ad attività vulcanica.

## Parametri orbitali e rotazione
Urano ruota attorno al Sole in 84 anni terrestri. La sua distanza media dal Sole è di circa 3 miliardi di chilometri (circa 19 UA). L'intensità della luce solare su Urano è quindi circa 1/400 che sulla Terra. Gli elementi orbitali furono calcolati per la prima volta nel 1783 da Pierre Simon Laplace. Le discrepanze tra l'orbita predetta e quella osservata portarono nel 1841 John Couch Adams a ritenere che essa fosse dovuta alla influenza gravitazionale di un altro pianeta al di là di Urano. Nel 1845 Urbain Le Verrier iniziò la propria ricerca di un altro pianeta nelle vicinanze dell'orbita di Urano. Il 23 settembre 1846 Johann Galle scoprì un nuovo pianeta, più tardi chiamato Nettuno, nella posizione prevista da Le Verrier.
Il periodo di rotazione di Urano è di 17 ore e 14 minuti, in senso retrogrado. Come in tutti i pianeti giganti gassosi, la sua atmosfera superiore è soggetta a forti venti aventi stessa direzione del moto di rotazione. Ad alcune latitudini, come a circa 60 gradi sud, l'atmosfera visibile ruota molto più velocemente del pianeta, completando una rotazione in meno di 14 ore.

### Inclinazione assiale

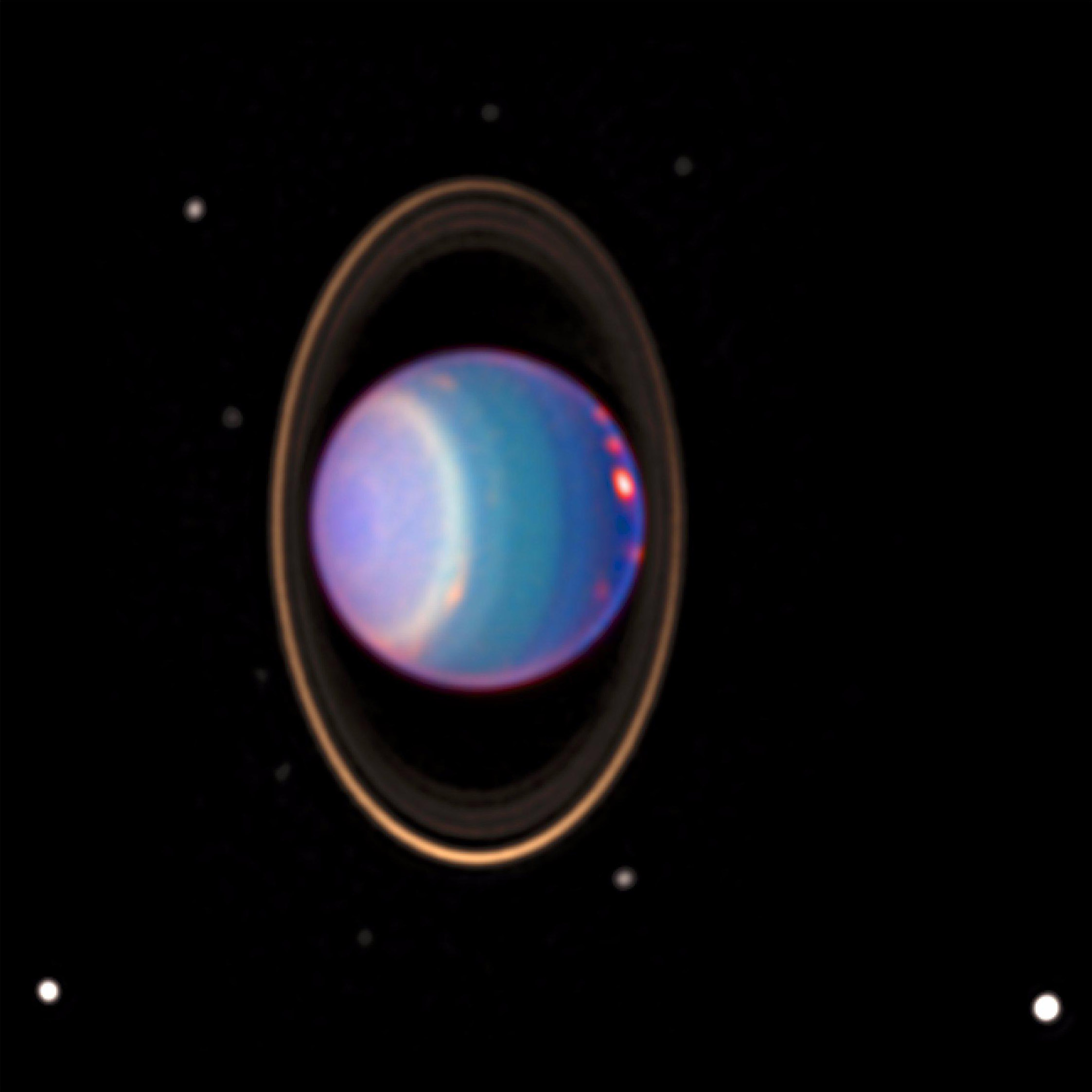
Urano con gli anelli e i satelliti

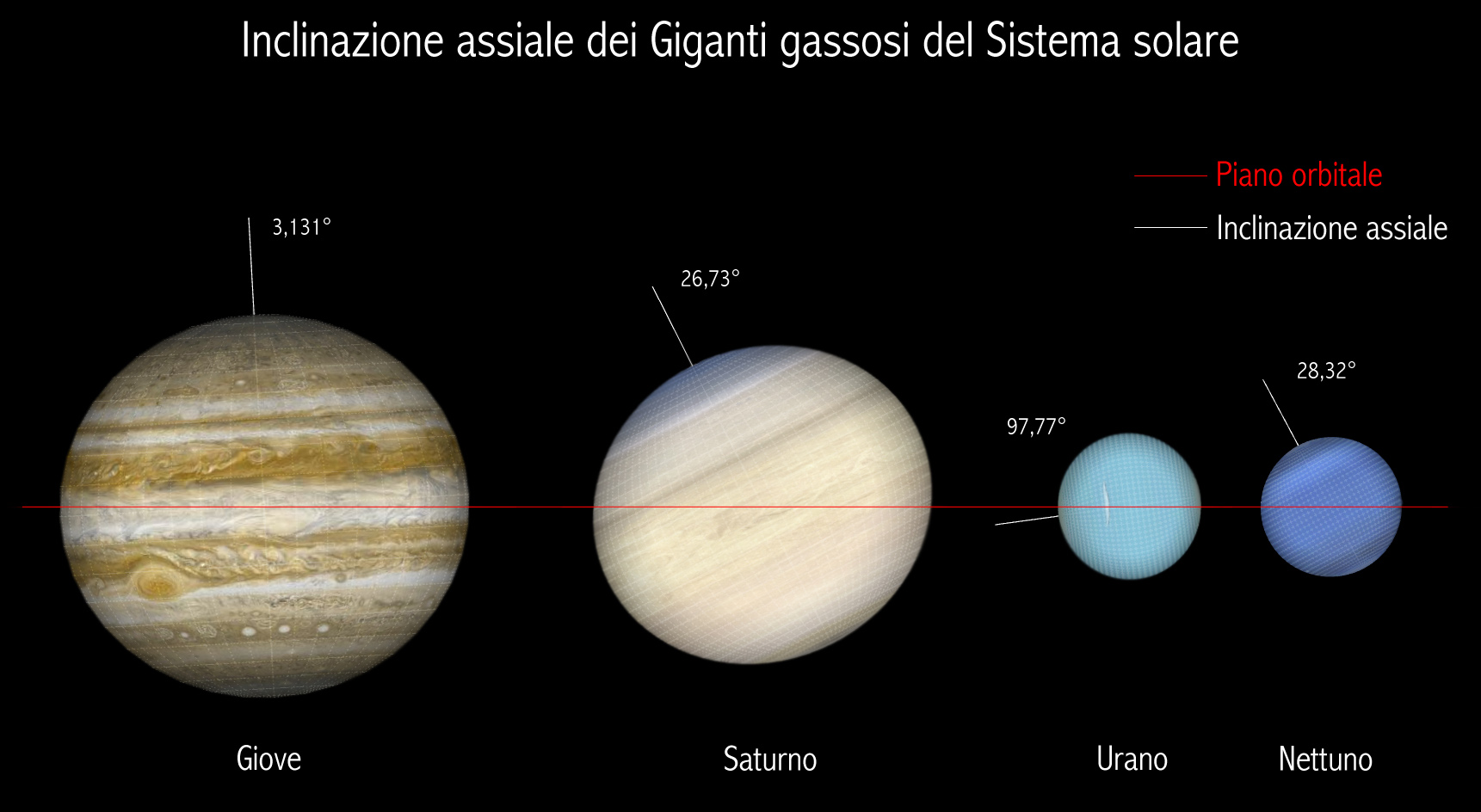
Inclinazione assiale dei giganti gassosi

La principale particolarità di Urano sta nell'inclinazione del suo asse, che misura 97,77° rispetto al piano dell'orbita; pertanto l'asse di rotazione di Urano giace quasi sul suo piano orbitale. In pratica, Urano darebbe l'impressione di "rotolare" e di non "ruotare" quando osservato dal piano dell'eclittica. Di conseguenza, ognuno dei due poli è diretto verso il Sole per metà dell'orbita, e per la successiva metà dell'orbita cade nella zona in ombra. Nel tratto intermedio all'inversione dei due poli rispetto al Sole, questo sorge e tramonta intorno all'equatore, come avviene per la maggior parte degli altri pianeti.
Il polo sud di Urano era diretto verso il Sole al momento del sorvolo ravvicinato della Voyager 2 nel 1986, risultando completamente illuminato. Quel polo è definito come "sud" in base alle convenzioni dell'Unione Astronomica Internazionale che definisce il polo nord di un pianeta o satellite il polo che punta "sopra" il piano del sistema solare, indipendentemente dalla direzione della rotazione del pianeta. Un risultato di questo strano orientamento è che le regioni polari di Urano ricevono energia dal Sole in maniera maggiore rispetto alle regioni prossime all'equatore. Ciononostante, Urano è più caldo all'equatore che ai poli a causa di qualche fattore attualmente sconosciuto.
Sembra anche che l'estrema inclinazione dell'asse di rotazione di Urano abbia delle conseguenze meteorologiche importanti quali l'estremizzazione delle stagioni. Durante il viaggio del Voyager 2 le nubi di Urano erano estremamente deboli e miti, mentre osservazioni più recenti effettuate tramite il telescopio spaziale Hubble, risalenti al 2005, quando l'inclinazione dell'asse stava portando l'equatore nella direzione perpendicolare al Sole, hanno rilevato una presenza molto più accentuata e turbolenta di allora.
La ragione dell'insolita inclinazione assiale di Urano non è nota con certezza. Si è pensato in passato che durante la formazione del sistema solare un protopianeta con massa due volte quella terrestre sia entrato in collisione col pianeta facendone "ruotare" l'asse. Tuttavia questa ipotesi non spiegherebbe perché le lune principali di Urano abbiano anch'esse un asse di rotazione di 98° come il pianeta e non abbiano invece conservato le orbite originarie. Successivamente si è pensato a una serie di impatti, anziché uno solo, che giustificasse l'orientamento dei satelliti ma ciò si è rivelato incompatibile col modello di Nizza. Una simulazione più recente e complessa supporterebbe la teoria dell'impatto con un protopianeta. L'oggetto, con massa doppia di quella terrestre, avrebbe colpito Urano in modo abbastanza violento da modificarne l'inclinazione ma non in modo tale da comprometterne l'atmosfera. Si ipotizza anche che, a seguito della collisione, tale materiale, precipitando all'interno del pianeta, ne avrebbe perturbato il campo magnetico decentrandolo e che i detriti in orbita, raggruppatisi in grumi di ghiaccio fuso e roccia, avrebbero successivamente formato alcune delle ventinove lune di Urano. La collisione avrebbe inoltre potuto alterare la rotazione di tutte le lune che già esistevano al momento dell'impatto.

## Caratteristiche chimico-fisiche

### Composizione
Il modello standard della struttura di Urano prevede la divisione in tre strati: lo strato roccioso (silicati, ferro, nichel) al centro, un mantello ghiacciato nel mezzo e uno strato gassoso composto da idrogeno ed elio all'esterno. Il nucleo è relativamente piccolo, con una massa di appena 0,55 M⊕ e un raggio inferiore al 20% del raggio totale, mentre il mantello ha una massa 13,4 volte quella terrestre. L'atmosfera esterna ha una massa di appena 0,5 M⊕ ma costituisce il 20% del raggio di Urano. La densità del nucleo di Urano è di circa 9 g/cm³, con una pressione al centro di 8 milioni di bar e una temperatura di circa 5 000 K. Il mantello non è costituito da ghiaccio nel senso convenzionale del termine, bensì da un fluido contenente acqua, ammoniaca e altre sostanze volatili. Le composizioni di Urano e Nettuno sono piuttosto diverse da quelle di Giove e Saturno, con una prevalenza dei materiali ghiacciati rispetto ai gas, e per questo motivo sono talvolta classificati come "giganti di ghiaccio".
Anche se il modello citato sopra è quello considerato standard, esistono altri modelli possibili, tuttavia i dati attualmente disponibili non consentono agli scienziati di determinare quale sia il modello corretto.

### Massa e dimensioni

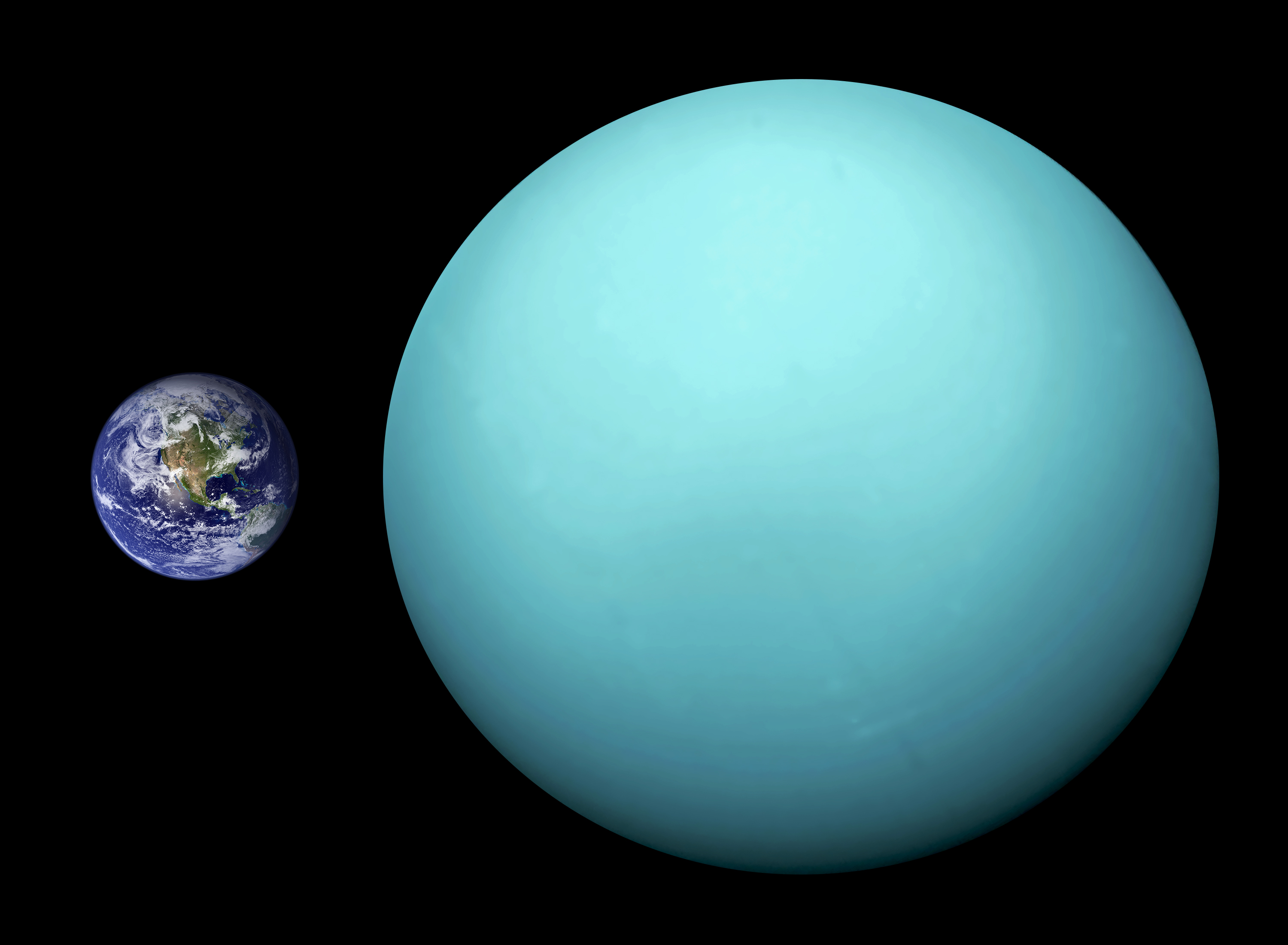
Le dimensioni di Urano comparate con quelle della Terra

La massa di Urano è circa 14,5 volte quella della Terra, il che lo rende il meno massiccio dei pianeti giganti, nonostante il suo diametro, circa quattro volte quello della Terra, sia leggermente più grande di quello di Nettuno. Con una densità di 1,27 g/cm³ Urano è il secondo pianeta meno denso del sistema solare, dopo Saturno. La sua densità indica che Urano è composto principalmente di acqua, ammoniaca e metano congelati. La massa totale di ghiaccio interno di Urano non è nota con precisione, perché emergono alcune differenze a seconda del modello scelto; essa dovrebbe essere compresa tra 9,3 e 13,5 masse terrestri. L'idrogeno e l'elio costituiscono solo una piccola parte della massa totale, rispettivamente 0,5 e 1,5 masse terrestri. Il resto della massa non ghiacciata (da 0,5 a 3,7 masse terrestri) è costituita da materiale roccioso.

## Struttura interna
Urano non possiede una crosta solida: il gas atmosferico diventa sempre più denso procedendo verso l'interno e gradualmente si converte in liquido. In questi casi si adotta la convenzione di considerare come superficie del corpo il punto dove la pressione atmosferica è pari a 1 bar. Adottando tale convenzione, il raggio equatoriale e un raggio polare di Urano risultano pari rispettivamente a 25 559 ± 4 e 24 973 ± 20 km. Esso ha quindi la forma di uno sferoide oblato.
Urano (come Nettuno) ha una struttura interna solo in parte simile a quella di Giove e Saturno perché essa non presenta un mantello di idrogeno metallico liquido che è invece presente nei due giganti gassosi grazie alle enormi pressioni che esercitano sulle loro parti interne. Urano, di massa più piccola, non esercita una pressione sufficiente alla formazione di uno strato composto di tale materia degenere. Il nucleo roccioso di Urano è relativamente piccolo e poco massiccio; inoltre si differenzia da quello di Nettuno e degli altri pianeti giganti perché disperde poco calore: in termini astronomici esso ha un basso flusso termico. Il flusso di calore di Urano è di solo 0,042 ± 0,047 W/m², che è inferiore al flusso di calore interno della Terra di circa 0,075 W/m².. Di conseguenza, il calore irradiato da Urano nella banda del lontano infrarosso dello spettro è solo 1,06 ± 0,08 volte l'energia solare assorbita nella sua atmosfera. Per confronto, Nettuno irradia 2,61 volte più energia nello spazio di quanto ne riceve dal Sole. Il basso irradiamento di calore dall'interno fa di Urano il pianeta più freddo del sistema solare: la temperatura più bassa registrata nella sua tropopausa è di 49 K (-224 °C).
Non è chiaro esattamente il motivo per cui Urano irradi poca energia verso l'esterno. Una delle ipotesi avanzate per spiegare questa differenza rispetto ad altri giganti gassosi è che, quando Urano fu colpito nell'impatto col corpo che ha causato la sua peculiare inclinazione assiale, venne espulsa la maggior parte del calore interno originario, riducendo sensibilmente la temperatura del nucleo. Un'altra ipotesi è che ci sia un qualche tipo di barriera negli strati superiori che impedisce al calore del nucleo di raggiungere la superficie. Ad esempio, potrebbe esistere una convezione tra strati di diversa composizione, che inibisce il trasporto di calore verso l'esterno.

## Atmosfera
L'atmosfera è composta da idrogeno (83%), elio (15%), metano (2%) e con tracce di acqua e ammoniaca. Le capacità degli strumenti di rilevazione permettono di raggiungere una profondità di circa 300 km al di sotto della superficie convenzionale di Urano (cioè del punto in cui la pressione misura 1 bar) assunta come zero altimetrico. A quella profondità si registra una pressione di 100 bar e una temperatura di 320 K. L'atmosfera può essere divisa in tre strati: la troposfera, a un'altitudine compresa tra i -300 km sotto lo zero altimetrico e 50 km, con pressioni che variano da 100 a 0,1 bar (da 10 MPa a 10 kPa), la stratosfera, ad altitudini comprese tra i 50 e i 4 000 km e pressioni tra 0,1 e 10−10 bar (da 10 kPa a 10 Pa), e la termosfera/ corona, che si estende da 4 000 km a 50 000 km sopra la superficie.
Il colore ciano del pianeta è dovuto alla presenza di metano nell'atmosfera, che assorbe la luce rossa e riflette quella blu. La temperatura della superficie delle nuvole che ricoprono Urano è di circa 55 K (−218 °C). Urano è talmente distante dal Sole che l'escursione termica tra l'estate e l'inverno è quasi nulla.

### Troposfera

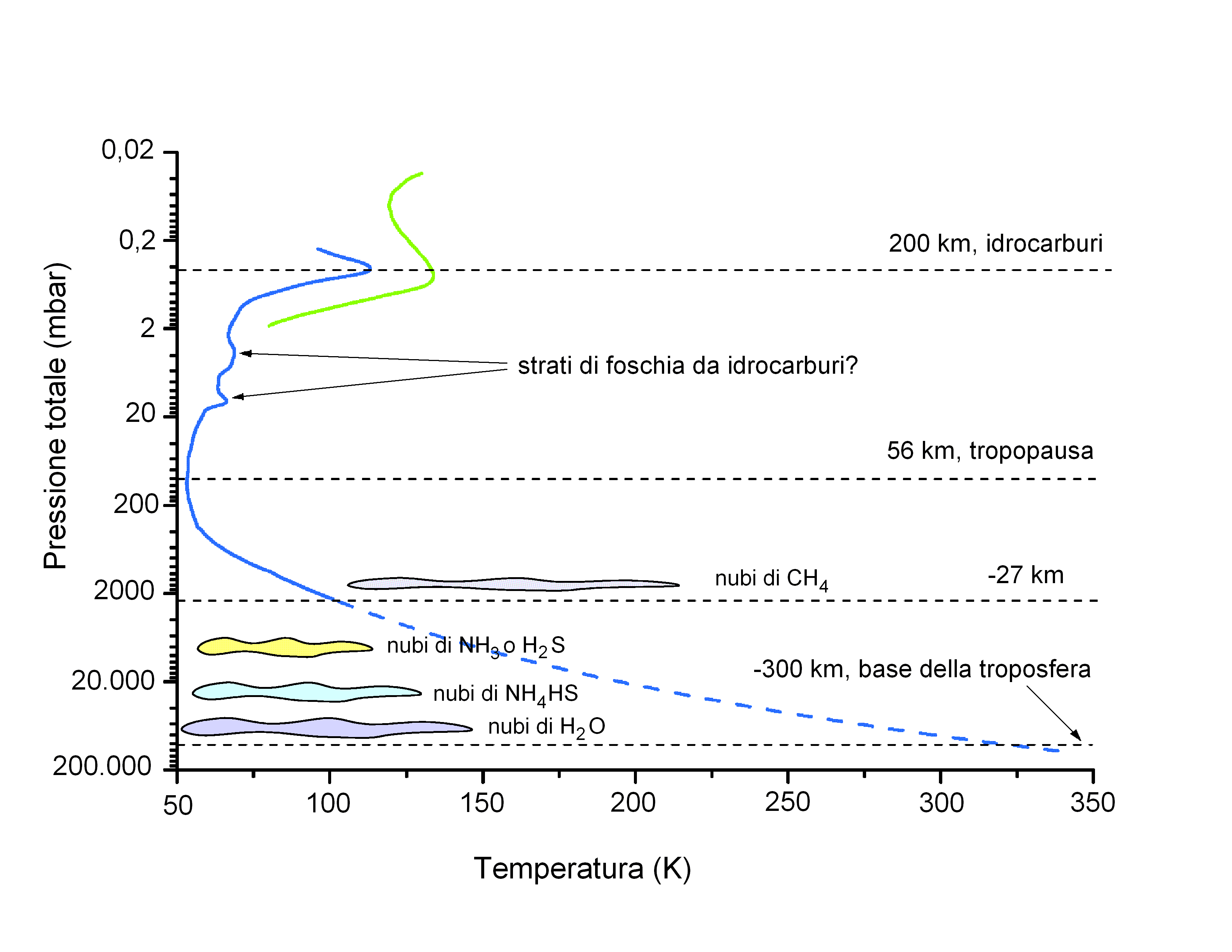
Profilo della temperatura della troposfera di Urano e della bassa stratosfera. Sono riportati anche gli strati nuvolosi e di foschia

La troposfera è la regione inferiore e più densa dell'atmosfera ed è caratterizzata dalla diminuzione della temperatura con l'altezza. La sonda Voyager 2 durante il fly-by del pianeta rilevò la presenza di nubi di metano attraverso misurazioni radio durante un'occultazione, ma l'esatta struttura degli altri strati nuvolosi di Urano non è ben nota. È stato ipotizzato che nuvole d'acqua giacciano entro i 50-100 bar di pressione, nuvole di idrosolfuro di ammonio (NH4HS) entro i 20-40 bar, nuvole di ammoniaca o acido solfidrico entro i 3-10 bar e infine nuvole di metano entro 1-2 bar. La troposfera è una regione molto dinamica dell'atmosfera, manifestando forti venti, moti convettivi, nubi altamente brillanti e cambiamenti stagionali.

### Atmosfera superiore

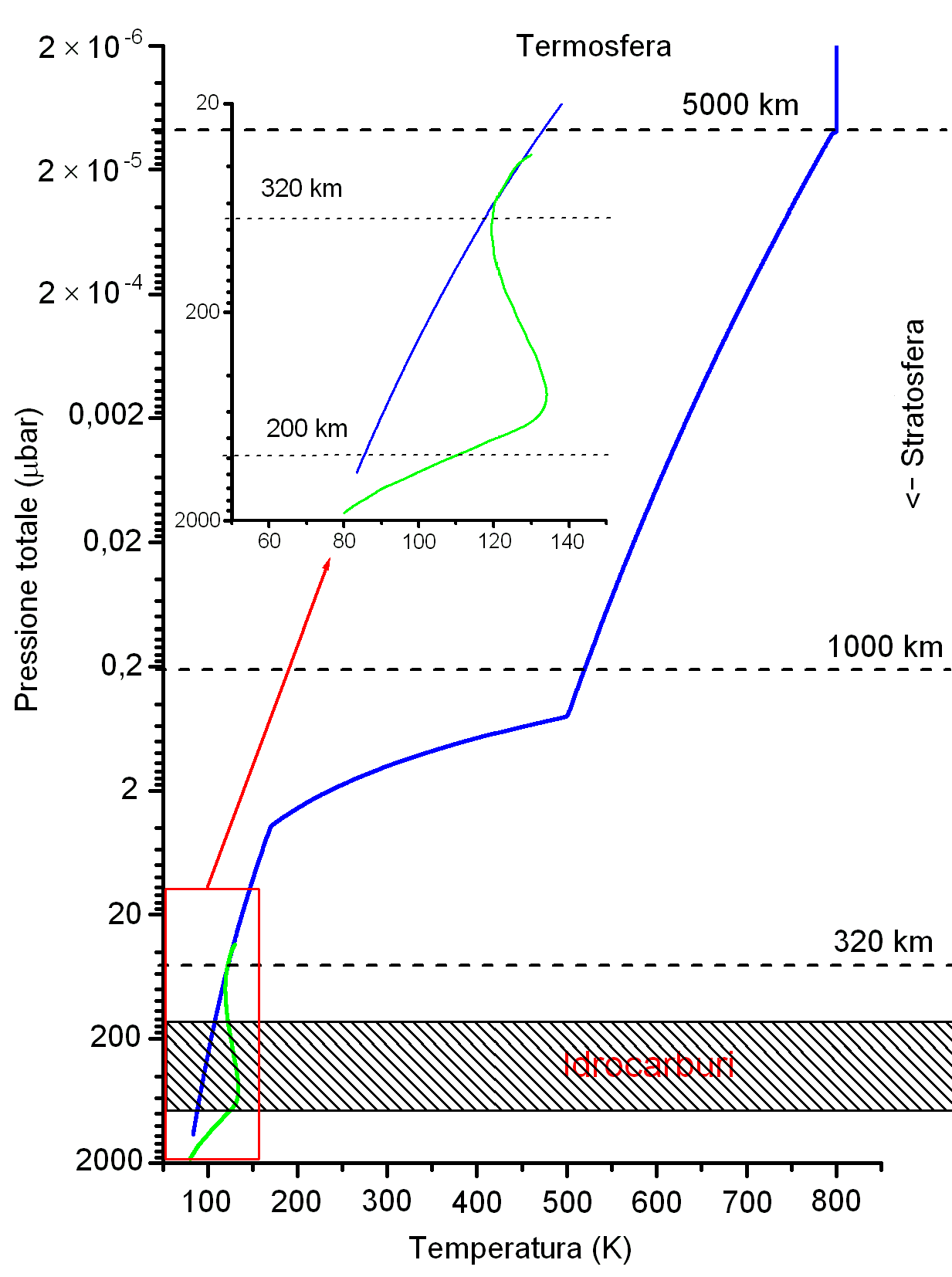
Profilo della temperatura nella stratosfera e nella termosfera di Urano. L'area ombreggiata corrisponde allo strato caratterizzato da un'elevata abbondanza di idrocarburi

Lo strato intermedio dell'atmosfera di Urano è la stratosfera, dove le temperature generalmente variano con l'altezza a partire da 53 K, in corrispondenza della tropopausa, fino a valori compresi tra gli 800 e gli 850 K alla base della termosfera. Il riscaldamento che si verifica nella stratosfera è dovuto all'assorbimento di radiazione solare, nell'ultravioletto e nell'infrarosso, da parte del metano e di altri idrocarburi, che si formano in questa regione dell'atmosfera in conseguenza della fotolisi del metano. Gli idrocarburi più abbondanti sono l'acetilene e l'etano con un'abbondanza circa 107 minore a quella dell'idrogeno. Il metano e il monossido di carbonio alle stesse altitudini presentano abbondanze simili, mentre idrocarburi più pesanti e l'anidride carbonica sono presenti con abbondanze di tre ordini di grandezza più piccole.
L'etano e l'acetilene tendono a condensare nella parte inferiore (e più fredda) della stratosfera e nella tropopausa formando strati di foschia, che potrebbero essere parzialmente responsabili dell'aspetto mite di Urano. La concentrazione degli idrocarburi nella stratosfera del pianeta è significativamente inferiore rispetto a quanto riscontrato nelle stratosfere degli altri pianeti giganti.
Lo strato più esterno dell'atmosfera di Urano è la termosfera/corona, che presenta una temperatura uniforme compresa tra 800 e 850 K. La fonte di calore responsabile di un valore così alto della temperatura non è stata ancora identificata, perché né le radiazioni solari ultraviolette né l'attività delle aurore polari, peraltro insignificanti rispetto alle aurore di Giove e Saturno, possono fornire la necessaria energia. Oltre all'idrogeno molecolare, la termosfera-corona contiene una notevole quantità di atomi di idrogeno libero. La loro piccola massa insieme con le alte temperature spiega il perché la corona si estende fino a 50 000 km di altitudine dalla superficie, equivalenti a due raggi di Urano. Questa corona tanto estesa è una caratteristica che rende Urano unico tra i pianeti. I suoi effetti includono una forza di resistenza fluidodinamica sulle piccole particelle in orbita attorno al pianeta, determinando l'impoverimento degli anelli dalla polvere.
La termosfera uraniana, nella parte superiore della stratosfera, corrisponde alla ionosfera di Urano. Le osservazioni mostrano che la ionosfera si trova ad altitudini comprese tra i 2 000 e 10 000 km. La ionosfera di Urano è più densa di quella di Saturno e Nettuno; ciò potrebbe derivare dalla minore concentrazione di idrocarburi nella stratosfera. La ionosfera è sostenuta principalmente dalla radiazione solare ultravioletta e la sua densità dipende dall'attività solare.

### Bande, nubi e venti

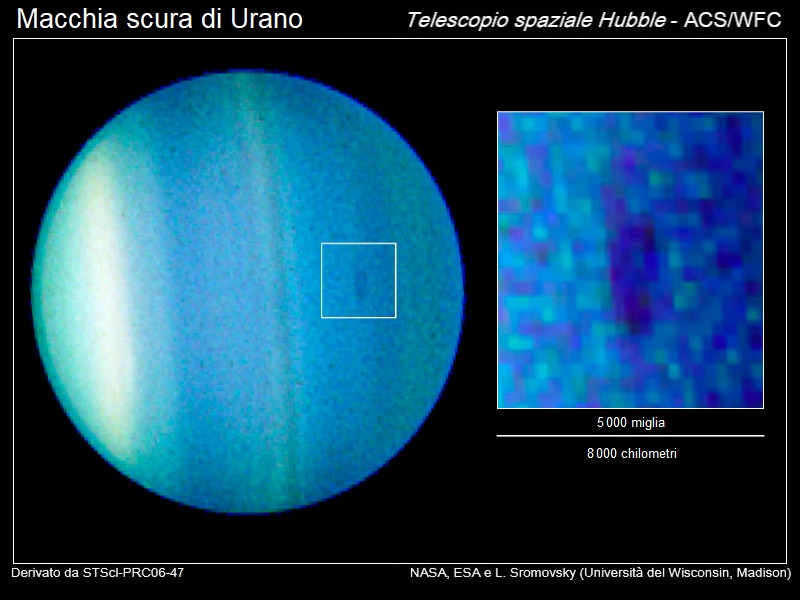
La Grande Macchia Scura di Urano, scoperta dal telescopio spaziale Hubble nel 2006

Nel 1986, la Voyager 2 scoprì che l'emisfero meridionale visibile di Urano può essere suddiviso in due regioni: una luminosa calotta polare e bande equatoriali scure. Il loro confine si trova a circa 45°S di latitudine. Una banda brillante tra le latitudini da 45°S a 50°S era la caratteristica più visibile dell'atmosfera esterna. Si pensa che questa struttura, chiamata il "collare del sud", sia una regione densa di nubi di metano situate all'interno del campo di pressione compreso tra 1,3 e 2 bar. Oltre alla struttura a bande su larga scala, la Voyager 2 osservò dieci piccole nuvole luminose, parecchi gradi a nord del collare, mentre per il resto Urano appariva come un pianeta privo di dinamica. La Voyager 2 giunse durante la piena estate australe di Urano e non riuscì a osservare l'emisfero settentrionale. All'inizio del XXI secolo, quando la regione polare settentrionale cominciava a rendersi visibile dalla Terra, il telescopio spaziale Hubble e i telescopi Keck inizialmente non osservarono nessun collare o calotta polare nell'emisfero nord. Tuttavia, quando Urano passò oltre il suo equinozio, il collare meridionale era quasi scomparso, mentre un debole collare settentrionale iniziava a formarsi vicino alla latitudine 45°N.
Nel 1990, grazie al miglioramento delle tecniche osservative dalla Terra, si osservarono le nubi dell'emisfero settentrionale, che iniziavano a divenire visibili. Vennero trovate molte nubi luminose, più di quelle che erano state osservate nell'emisfero meridionale, anche perché nell'emisfero sud il collare luminoso tendeva a mascherarne diverse, togliendo contrasto alle immagini. La differenza principale tra i due emisferi pare sia l'altitudine più elevata alla quale si trovano le nubi dell'emisfero nord, che sembrano più piccole ma più nitide e brillanti. Molte piccole nuvole osservate avevano una durata di poche ore; tuttavia furono osservate formazioni più persistenti, come una "Macchia Scura" (Uranus Dark Spot) che mai era stata osservata prima del 2006. Questa scoperta ha evidenziato come Urano, nella sua fase equinoziale, pare molto più simile a Nettuno di quanto si pensasse in precedenza. Negli anni ottanta infatti, quando passò la sonda Voyager, Urano pareva completamente privo di dettagli, a differenza di Nettuno che mostrava diversi fenomeni atmosferici.
La velocità massima dei venti è stata rilevata nell'emisfero settentrionale nei pressi della latitudine 60°N, dove essi possono raggiungere facilmente la velocità di 850 km/h, con punte fino a 900 km/h. I venti all'equatore spirano in direzione retrograda, ossia in direzione opposta alla rotazione del pianeta, con velocità comprese tra 180 e 360 km/h. Allontanandosi dall'equatore la velocità del vento diminuisce fino a raggiungere valori vicino allo zero a ± 20° di latitudine, dove si registra la temperatura minima della troposfera. Da quella latitudine e avvicinandosi ai poli i venti si muovono in moto diretto, nello stesso senso della rotazione di Urano, con la velocità del vento che continua ad aumentare raggiungendo i massimi a ± 60°N di latitudine. Nell'emisfero nord è stato osservato che la velocità dei venti torna a scendere a zero nei pressi del polo nord, mentre nell'emisfero sud, il collare oscura le dinamiche atmosferiche nelle vicinanze del polo sud, impedendo la misurazione della velocità dei venti oltre la latitudine 40°S.

### Clima
L'atmosfera di Urano è piuttosto regolare rispetto agli altri giganti gassosi, anche rispetto a Nettuno, il più simile per altri aspetti. Quando la Voyager 2 si avvicinò a Urano nel 1986, furono osservate solo una decina di formazioni nuvolose su tutto il pianeta. Una spiegazione proposta per questo fenomeno è il basso calore interno di Urano rispetto a quella degli altri pianeti giganti.

#### Cambiamenti stagionali

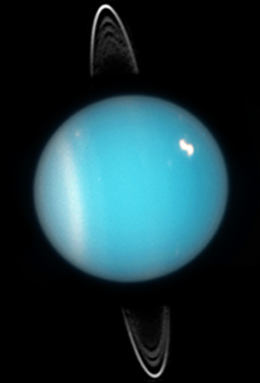
Un'immagine di Urano ripresa nel 2005 da Hubble: sono visibili gli anelli, il Collare Sud e una brillante nube bianca nell'emisfero nord

Per un breve periodo, da marzo a maggio del 2004, grandi nubi e una tempesta persistente sono apparse nell'atmosfera di Urano, mentre sono stati misurati venti spirare a oltre 800 km/h, rendendo Urano simile nell'aspetto a Nettuno. Il 23 agosto 2006, ricercatori dello Space Science Institute e dell'Università del Wisconsin hanno osservato una macchia scura sulla superficie di Urano, consentendo agli astronomi di reperire maggiori informazioni sull'attività atmosferica del pianeta. Non è completamente nota la ragione di questi cambiamenti, ma sembrano essere legati all'inclinazione assiale di Urano che causa delle variazioni stagionali del clima di lunga durata, a seconda della posizione del pianeta nella sua orbita attorno al Sole. Determinare la natura di questa variazione stagionale non è semplice in quanto i dati atmosferici del pianeta sono noti da meno di 84 anni, durata dell'anno uraniano. Dal 1950 si sono osservate variazioni di luminosità con massimi durante i solstizi e minimi durante gli equinozi. Anche le misure della temperatura stratosferica, a partire dal 1970, hanno mostrato cambiamenti più significativi in prossimità del solstizio del 1986.
Ci sono quindi ragioni per ritenere che Urano sia soggetto a cambiamenti fisici stagionali. Negli ultimi decenni l'emisfero sud è stato nettamente più brillante dopo che durante il precedente solstizio era stato l'emisfero nord a essere più luminoso. Tuttavia, dopo il solstizio del 1986 la calotta polare sud si è notevolmente oscurata (tranne il collare sud), confermando l'ipotesi che il polo che si avvicina al solstizio si illumina per un determinando periodo, e si oscura passato l'equinozio. Nel 2007, dopo l'equinozio, è apparsa una debole calotta polare nord, mentre quella meridionale è diventata quasi invisibile, anche se il profilo dei venti è comunque leggermente asimmetrico, con i venti dell'emisfero nord generalmente ancora un po' più deboli di quelli dell'emisfero sud.
Il meccanismo dei cambiamenti di Urano non è del tutto chiaro. Si pensa che la variazione della luminosità dell'emisfero illuminato dal Sole derivi dal locale ispessimento delle nubi di metano e degli strati di foschia che si trovano nella troposfera. Il collare luminoso a 45°S di latitudine è anch'esso collegato alle nubi di metano. Altre variazioni nella regione polare si possono spiegare con cambiamenti negli strati più bassi delle nubi. Le nubi polari spesse e la foschia possono inibire la convezione, che tuttavia può riattivarsi durante gli equinozi.

## Campo magnetico

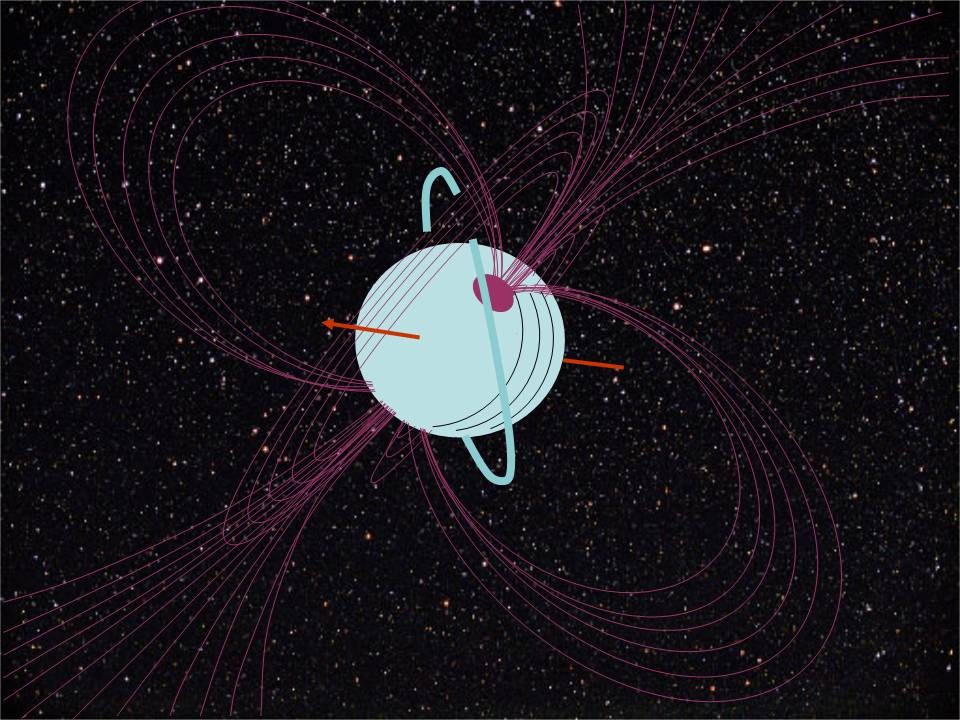
La complessità del campo magnetico di Urano, causata dalla forte inclinazione dei suoi poli magnetici rispetto all'asse di rotazione

Prima dell'arrivo della Voyager 2 nel 1986, non era stata effettuata nessuna misurazione della magnetosfera di Urano, quindi la sua natura rimaneva sconosciuta, anche se si riteneva che il campo magnetico fosse allineato ai venti solari e che quindi avesse un asse vicino a quello di rotazione. Fu quindi una sorpresa quando i dati della Voyager permisero di rivelare un campo magnetico inclinato di 59° rispetto all'asse di rotazione del pianeta, con i poli magnetici che si trovano in pratica all'equatore e non nei pressi dei poli. Inoltre, il campo magnetico non si origina dal centro del pianeta, in quanto il suo dipolo magnetico è spostato verso l'emisfero sud di circa un terzo del raggio. La magnetosfera di Urano risulta pertanto fortemente asimmetrica, con l'intensità del campo magnetico sulla superficie che va da 0,1 gauss (10 microtesla) dell'emisfero meridionale e può arrivare a 1,1 gauss (110 microtesla) nell'emisfero nord. La sua media in superficie è di 0,23 gauss.
Il momento del dipolo di Urano è cinquanta volte quello della Terra. Anche Nettuno possiede un campo magnetico fortemente inclinato e con un dipolo magnetico spostato, contrariamente al campo magnetico terrestre e a quello degli altri giganti gassosi che risulta più o meno allineato con l'asse di rotazione, suggerendo che questa caratteristica potrebbe essere comune nei giganti di ghiaccio. Una possibile spiegazione di questa peculiarità è che, mentre la Terra e gli altri pianeti hanno campi magnetici generati nel loro nucleo, i campi magnetici dei giganti di ghiaccio sono generati dal movimento di materia a profondità relativamente basse, come ad esempio in un oceano di acqua e ammoniaca.
Nonostante lo strano allineamento, per altri versi la magnetosfera di Urano è simile a quella degli altri pianeti, con un limite esterno che si trova a circa ventitré raggi in direzione del Sole e una magnetopausa a diciotto raggi di Urano. La struttura della magnetosfera uraniana è diversa da quella di Giove e più simile a quella di Saturno. La "coda" della magnetosfera di Urano si estende dietro il pianeta, in direzione opposta al Sole, fino a una decina di milioni di chilometri, prendendo una forma a spirale a causa della rotazione del pianeta.
Il flusso di particelle è abbastanza alto da causare un'erosione dei satelliti in un intervallo di tempo molto rapido in termini astronomici, di 100 000 anni. Questa potrebbe essere la causa della colorazione uniformemente scura dei satelliti e degli anelli. Il fascio di particelle del campo magnetico causa aurore visibili come archi luminosi attorno ai due poli magnetici, anche se, a differenza di Giove, le aurore di Urano sono poco significative, brevi e dall'aspetto puntiforme.

## Anelli

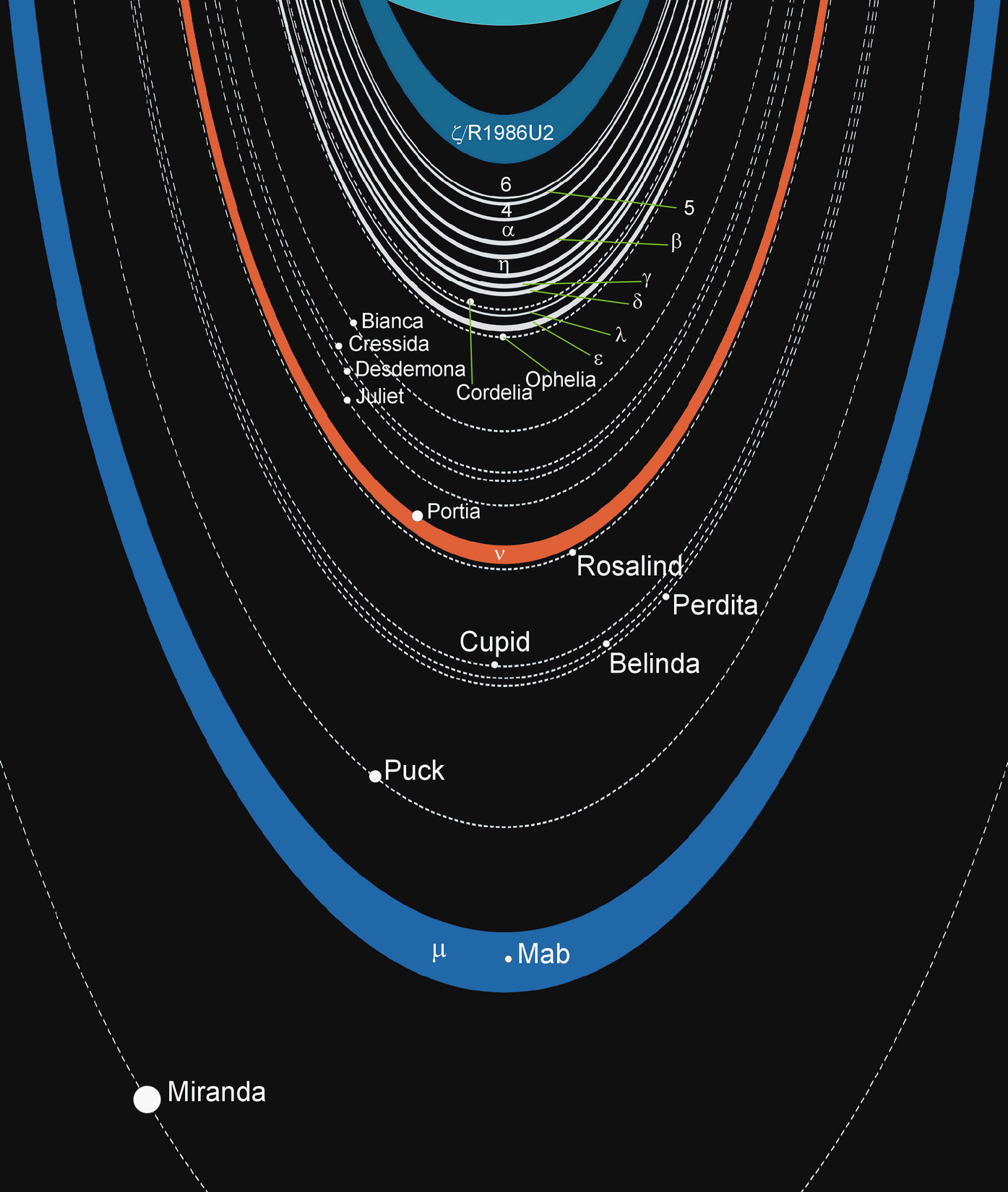
Schema degli anelli di Urano; sono mostrati alcuni satelliti e le loro orbite

Urano possiede un sistema di anelli appena percettibile, composto da materia scura e polverizzata fino a 10 km di diametro. Il sistema di anelli fu scoperto il 10 marzo 1977 da James Elliot, Edward W. Dunham e Douglas J. Mink grazie all'osservatorio volante Kuiper Airborne Observatory. La scoperta fu inaspettata: gli astronomi avevano predisposto l'aereo appositamente per studiare un fenomeno molto raro, ovvero l'occultazione di una stella (SAO 158687) da parte di Urano, con l'intento di poter studiare la sua atmosfera, che avrebbe filtrato i raggi della stella, prima che questa scomparisse dietro il pianeta. Il C141 trasportava un telescopio di 90 cm e un fotometro fotoelettrico molto sensibile, capace di misurare le più piccole variazioni di luminosità. Quando i ricercatori analizzarono le loro osservazioni scoprirono che la stella era scomparsa brevemente dalla vista cinque volte prima e dopo l'occultamento da parte del pianeta. Dopo ripetuti controlli, per escludere difetti nello strumento, conclusero che intorno a Urano doveva esserci un sistema di anelli analoghi a quelli di Saturno, almeno cinque. Successivamente vennero scoperti quattro ulteriori anelli. Tale sistema venne rilevato direttamente quando la sonda spaziale Voyager 2 passò nei pressi di Urano nel 1986. La Voyager scoprì anche altri due anelli, portando il numero totale degli anelli a undici.

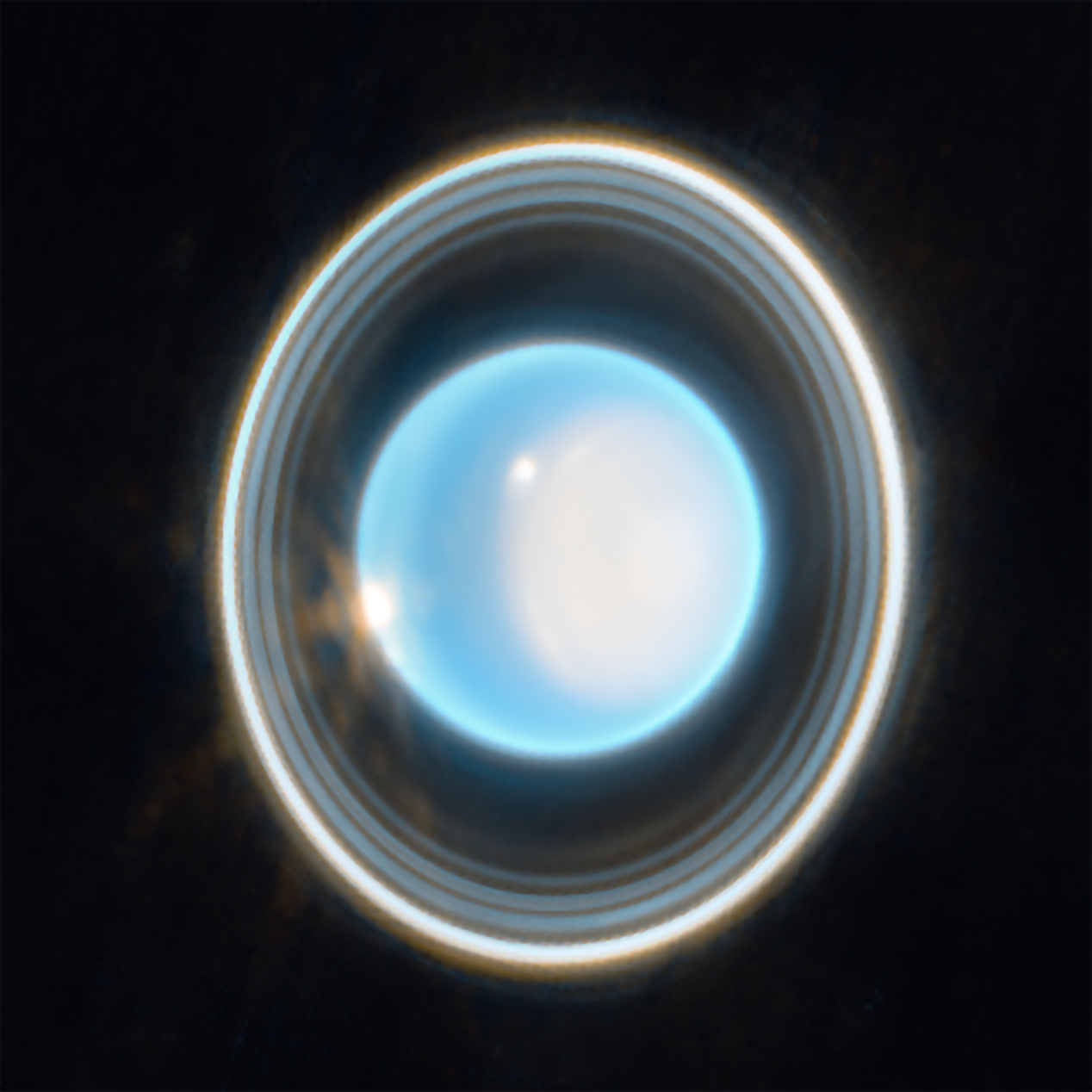
Foto agli infrarossi di Urano e dei suoi anelli ripresa dal telescopio spaziale James Webb.

Nel dicembre 2005 il telescopio spaziale Hubble fotografò due nuovi anelli, il più largo dei quali ha un diametro due volte più grande degli anelli precedentemente conosciuti. Data la lontananza da Urano, i nuovi anelli sono stati definiti "sistema di anelli esterno". I due anelli sono così lontani dal pianeta che sono stati chiamati il "secondo sistema di anelli" di Urano. Gli scienziati che hanno effettuato lo studio ipotizzano che l'anello più esterno venga continuamente alimentato dal satellite Mab, scoperto nel 2005 e avente un diametro di circa 20 km, che orbita all'interno di tale anello.
Nell'aprile del 2006, le immagini dei nuovi anelli ottenute tramite l'Osservatorio Keck hanno rivelato i colori degli anelli esterni: il più esterno è blu mentre l'altro è rosso. Una ipotesi che spiegherebbe il colore blu dell'anello esterno è che esso sia composto da minuscole particelle di ghiaccio d'acqua rilasciato dalla superficie di Mab, sufficientemente piccole da diffondere la luce blu.

## Satelliti naturali

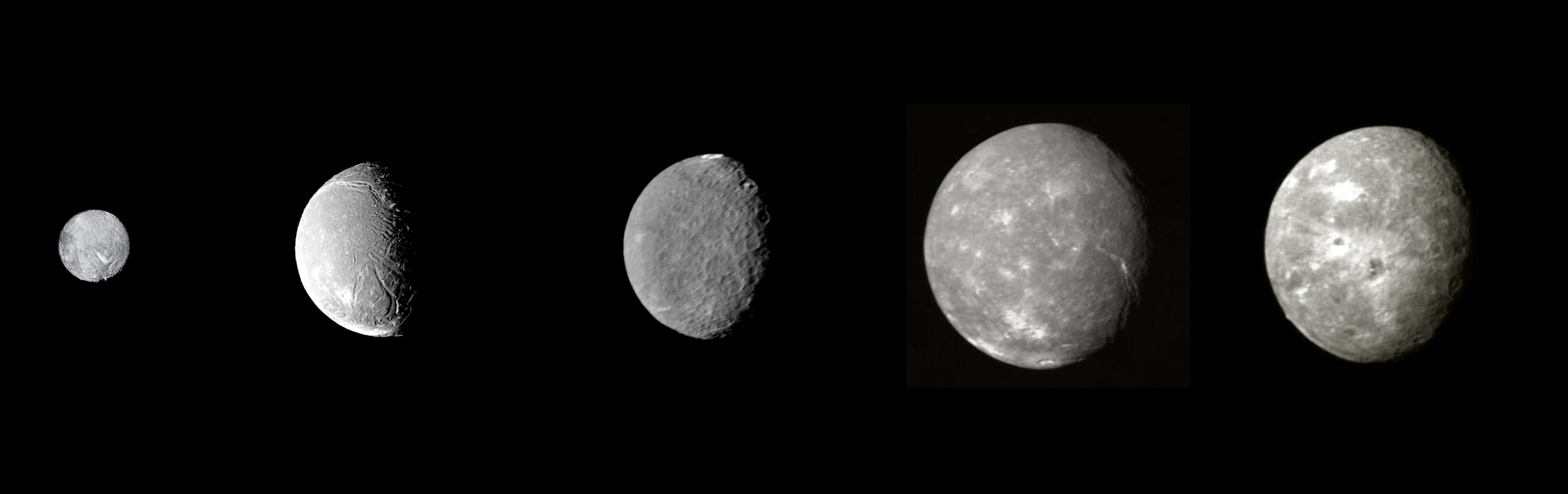
I cinque satelliti principali di Urano in un fotomontaggio; in ordine crescente di distanza dal pianeta (da sinistra a destra): Miranda, Ariel, Umbriel, Titania e Oberon

I satelliti naturali di Urano conosciuti sono ventinove. I cinque più massicci sono Ariel, Umbriel, Titania, Oberon, Miranda. I nomi dei satelliti derivano da personaggi delle opere di William Shakespeare e Alexander Pope. I primi a essere scoperti, da parte di William Herschel nel 1787, furono Titania e Oberon, mentre nel 1840 William Lassell scoprì Ariel e Umbriel. Passò poi quasi un secolo senza nessuna scoperta, fino a quando, nel 1948, Gerard Kuiper scoprì Miranda, il più piccolo dei satelliti principali di Urano. L'ultimo satellite ufficialmente scoperto è stato Margherita nel 2003, ma nel 2016, grazie all'analisi di alcune foto della sonda Voyager vecchie di trent'anni, si sono aggiunti altri due satelliti non confermati. Il sistema satellitare di Urano è il meno massiccio tra quelli dei pianeti giganti; infatti, la massa combinata dei cinque maggiori satelliti è meno della metà di quella del solo Tritone, la maggiore delle lune di Nettuno. Il più grande dei satelliti di Urano, Titania, ha un diametro di 1 578 km, meno della metà della Luna, ma poco più grande di Rea, la seconda più grande luna di Saturno, il che rende Titania l'ottavo satellite più grande del sistema solare.
Tra i satelliti di Urano, Ariel sembra avere la superficie più giovane, con il minor numero di crateri da impatto, mentre la superficie di Umbriel appare la più antica. La superficie di Miranda appare caotica e pare sia stata interessata in passato da un'intensa attività geologica. Sono evidenti vari strati sovrapposti, alcuni recenti e altri più antichi, solcati dai canyon più profondi del sistema solare, che raggiungono anche i 20 km di profondità. Si pensa che la sua superficie abbia sofferto intense forze mareali nel passato, in un momento in cui la sua orbita era più eccentrica di quella odierna.
Almeno un oggetto è legato a Urano in un'orbita a ferro di cavallo, che occupa il punto lagrangiano Sole-Urano L3, 83982 Crantor, che si muove in un'orbita temporanea all'interno della regione orbitale di Urano. Un altro candidato oggetto in orbita a ferro di cavallo è 2010 EU65.

## Possibilità di sostenere la vita
È altamente improbabile che Urano possa ospitare forme di vita: data la sua natura di gigante gassoso, esso non possiede infatti una superficie solida definita. Anche l'atmosfera è inadatta: al di là della sua composizione (idrogeno, metano e ammoniaca sono composti troppo semplici per generare vita), possiede pressioni e temperature proibitive. Nella parte alta dell'atmosfera, le temperature sono bassissime, intorno ai 50 K (−223 °C), e dove queste diventano favorevoli, è la pressione assieme alla mancanza di luce solare, e quindi di una fonte di energia, a impedire processi chimici avanzati che sono alla base di qualsiasi forma di vita.
Sui satelliti la questione è diversa: se i maggiori di essi possedessero oceani di acqua liquida sotto la crosta ghiacciata, come accade su Europa, Ganimede o Titano, allora potrebbero formarsi colonie di organismi molto semplici nei pressi di punti caldi termali localizzati sui fondali.

## Urano nella cultura

### Significato mitologico e astrologico
Urano prende il nome dall'omonimo dio greco, figlio e sposo di Gea, la Madre Terra, e personificazione del cielo, come descritto da Esiodo nella sua opera Teogonia. Secondo Esiodo Urano fecondò Gea gettandole addosso gocce d'acqua, dando origine alle prime generazioni di Titani. Non esistono ovviamente riferimenti al pianeta nelle antiche popolazioni, essendo Urano stato scoperto solo alla fine del XVIII secolo.
In astrologia Urano rappresenta l'intuizione, l'inventiva, la forza decisionale, e i rinnovamenti e i cambiamenti in genere. Urano è domiciliato nell'Aquario, in esaltazione nello Scorpione, in esilio nel Leone e in caduta nel Toro.
Nell'astrologia medica Urano regola il sistema nervoso, l'ipofisi, le meningi, il midollo spinale.

### Urano nella fantascienza
Il pianeta Urano, così come Nettuno, non è stato molto citato nelle opere fantascientifiche; le scarse conoscenze e il fatto di essere così distanti dal Sole e freddi, non ha stimolato particolarmente gli autori di fantascienza, che hanno preferito scenari più noti e vicini alla Terra.
Mr. Vivenair (uno pseudonimo) di un autore anonimo, pubblicò nel 1784 A Journey Lately Performed Through the Air in an Aerostatic Globe, Commonly Called an Air Balloon, From This Terraquaeous Globe to the Newly Discovered Planet, Georgium Sidus, un resoconto di un viaggio in pallone sul pianeta da poco scoperto.

Nel racconto del 1935 The Planet of Doubt di Stanley G. Weinbaum, Urano viene descritto come meta di viaggi raggiungibile da una base americana su Titano e raggiungibile solo ogni quaranta anni quando si verificava una congiunzione Saturno-Urano. In The Insects from Shaggai di Ramsey Campbell del 1964, racconto che riprende il Ciclo di Cthulhu di H.P. Lovecraft, Urano è conosciuto come L'gy'hx e i suoi abitanti sono creature metalliche di forma cubica e con molti piedi che adorano Lrogg. Questi esseri sono in conflitto religioso con gli insetti Shan.
Al cinema Urano è lo scenario del film Viaggio al 7º pianeta, del 1962) di Sidney W. Pink. Gli astronauti incontrano su Urano delle strane intelligenze che creano illusioni nella mente degli astronauti. Nelle serie TV Urano è citato nella serie di Buck Rogers (1928-) come pianeta popolato da robot, mentre nel telefilm Doctor Who (1963-), nell'episodio The Daleks' Master Plan, il pianeta è l'unico luogo dell'universo dove può essere rinvenuto il minerale Taranium. Nell'anime Bishoujo Senshi Sailor Moon invece, Sailor Uranus è la settima soldatessa guardiana ad apparire nella serie e rappresenta il pianeta; i suoi attacchi sono associati con la forza della natura. Nella serie animata Futurama (1999-2003), nel 2620 il nome di Urano è stato cambiato in "Uretto" (Urectum in originale) per evitare il gioco di parole fra "Ur-anus" e "Your anus".
Talvolta le lune uraniane sono state citate, come da Kim Stanley Robinson, che ne Il blu di Marte (Blue Mars), parte della Trilogia di Marte, scrive di Titania come luogo dove era situata una prigione militare, e, sempre nella stessa opera, menziona Miranda come un luogo preservato dai coloni come "deserto primordiale".